# Siapro
Siapro, inovativni inženiring na področju livarstva, jeklarstva, površinske obdelave kovin in energetike (skrajšana firma Siapro d.o.o.) je  podjetje v večinski slovenski lasti s sedežem na Postaji pri Mostu na Soči v občini Tolmin.
Podjetje projektira, proizvaja in zastopa opremo za livarstvo, jeklarstvo in strojno industrijo, ukvarja pa se tudi s projektiranjem in gradnjo malih hidroelektrarn.
Siapro sodi med glavna podjetja za izdelavo vodnih turbin v Sloveniji.
Izdeluje Pelton, Francis in Kaplan turbine za hidroelektrarne.

## Poslovanje
V letu 2015 je podjetje Siapro ustvarilo 4,7 mio EUR prihodkov od prodaje in zaposlovalo 14 oseb.  V letu 2016 je Bisnode Slovenija uvrstila  Siapro d.o.o. v najvišji  razred  bonitetne odličnosti AAA v Sloveniji, bonitetna ocena Gvin je A1++. 
V letu 2015 so v podjetju Siapro skonstruirali in proizvedli stroj za peskanje jeklenih trakov za končnega kupca podjetje SIJ/Acroni. Tehnološka rešitev, ki so jo s tem uvedli v podjetju Acroni s svojo 200m dolgo novo linjijo, je predstavljala edinstveno tehnologijo čiščenja jeklenih trakov. Zdravju in okolju nevarno klorovodikovo kislino se je nadomestilo s postopkom peskanja. S to povsem novo tehnologijo se je bistveno zmanjšalo okoljsko tveganje (pred tem je bila potrebna regeneracija kislin in nevtralizacija odpadkov), ter bistveno zmanjšali stroški procesa pri proizvodnji toplo in hladno valjane pločevine. Za uvedbo inovativne tehnologije brezkislinskega čiščenja toplo in hladno valjanih pločevin s pomočjo peskanja je podjetje SIJ/Acroni v letu 2016 prejelo Zlato nacionalno priznanje za inovacije, ki ga podeljuje Gospodarska zbornica Slovenije za najboljše inovacije v Sloveniji.  Edinstvenost nove linije je posebna konstrukcija peskalnega stroja, postavitev turbin, izbor abraziva ter tehnologija krtačenja pločevine.

## Patenti
S patentom Mehanizem za uravnavanje dotoka vode pri vodni turbini Siapro rešuje problem optimalnega izkoriščanja pretoka vode pri malih vodnih turbinah sistema Banki. Patent oziroma rešitev je izvedena na način, da voda priteka vedno optimalno krožno na lopatice rotorja, ne glede na razpoložljivost nivoja vode v strugi.